# Cowboy Carter Tour
Il Cowboy Carter Tour è stato il nono tour di concerti della cantautrice statunitense Beyoncé, a supporto del suo ottavo album in studio Cowboy Carter (2024).

## Antefatti e annuncio
Il 2 febbraio 2025 Beyoncé ha pubblicato video promozionali e ha aggiornato i suoi vari account sui social media e il suo sito web con il titolo Cowboy Carter Tour 2025. L'annuncio del tour è arrivato meno di 24 ore prima della 67ª edizione dei Grammy Awards, dove Beyoncé ha ottenuto 11 candidature e 3 vittorie, tra cui album dell'anno e miglior album country per Cowboy Carter. Alcune ore dopo la premiazione la cantante ha rivelato le date.

## Accoglienza
Il tour ha ricevuto recensioni entusiastiche da parte della critica, che ha elogiato la spettacolarità dello show e lo ha considerato un sequel del Renaissance Tour. In una recensione con 5 stelle su 5, Bryan Armen Graham del The Guardian ha scritto che Beyoncé «porta avanti un ampio spettacolo teatrale che rivendica la musica country e rimodella l'identità americana», sottolineando che «Beyoncé non sta facendo il giro del mondo come ha fatto per Renaissance, ma il suo decimo tour di concerti è un capolavoro teatrale e ben eseguito». Graham ha anche sottolineato le immagini e i messaggi politici, tra cui la testa della Statua della Libertà mascherata con i capelli intrecciati, trovandoli «simbolici e sconvolgenti». Melissa Ruggeri di USA Today ha scritto che il tour ha «amplificato la produzione» e che «è impressionante la sua sferzata stilistica, il modo in cui riesce a cambiare personaggio senza soluzione di continuità».

## Successo commerciale
Il 12 maggio 2025, dopo i cinque show consecutivi al SoFi Stadium di Inglewood, California, Billboard Boxscore  ha riportato che il tour ha incassato 55,7 milioni di dollari diventando il più grande incasso di una'artista donna in un singolo stadio nella storia di Boxscore.

## Scaletta
La scaletta seguente è la scaletta corrispondente al secondo spettacolo a Los Angeles del 1 maggio 2025.
Act I
1. Ameriican Requiem
2. Blackbiird
3. The Star Spangled Banner / Freedom
4. Ya Ya / Why Don't You Love Me
5. Oh Louisiana

Act II
1. America Has a Problem
2. Spaghettii (contiene elementi di Run the World (Girls), Aquecimento das Danadas, My Power e Flawless)
3. Formation
4. My House (contiene elementi di Bow Down)
5. Diva (contiene elementi di Crank That e TGIF)

Act III
1. Alliigator Tears
2. Just for Fun
3. Protector
4. Flamenco

Act IV
1. Desert Eagle
2. Riiverdance
3. II Hands II Heaven
4. Tyrant
5. Thique
6. Levii’s Jeans
7. Sweet Honey Buckiin' / Pure/Honey (contengono elementi di Summer Renaissance e Tyrant)

Act V
1. Texas Hold'Em
2. Single Ladies/Love On Top/Irreplaceable (contengono elementi di Freakum Dress)
3. If I Were A Boy
4. Jolene  (contengono elementi di Daddy Lessons)
5. Daddy Lessons
6. Bodyguard
7. II most wanted/Cuff It  (contiene elementi di Wetter Remix)
8. Smoke Hour II
9. Heated

Act VI
1. Daughter

Act VII
1. I'm That Girl (contiene elementi di Apeshit)
2. Cozy
3. Alien Superstar

Ballroom Dance Interlude (contiene elementi di Pure/Honey, Countdown, Top Off e Déjà vu)
Act VIII
1. 16 Carriages
2. Amen

### Variazioni
- Nella prima data del tour Beyoncé ha eseguito l'outro di Thique (con elementi di All Up In Your Mind) prima di Levii's Jeans; in seguito è stato eliminato nelle altre date.
- Dalla seconda data a Inglewood Tyrant, Thique e Levii's Jeans sono state eseguite dopo II Hands II Heaven nel quarto atto, mentre Texas Hold 'Em e Crazy in Love sono state eseguite nel quinto atto[12].
- Dalla seconda data a Inglewood Irreplaceable, If I Were a Boy, Single Ladies (Put a Ring on It) e Love on Top sono state eseguite dopo Crazy in Love nel quinto atto[13][14].
- Nelle prime quattro date di Londra è stata aggiunta Energy (e dal secondo show anche Break My Soul ), sostituendo la sezione della Ballroom
- Nella leg europea del tour Before I Let Go è stata rimossa dalla scaletta.
- Nel concerto del 19 giugno allo Stade de France, Beyoncé ha interpretato con Miley Cyrus il brano II Most Wanted[15].
- Nel concerto del 22 giugno allo Stade de France e nell’ultimo show a Las Vegas del 26 luglio Jay-Z si è esibito con Beyoncé nei brani Crazy in Love, Niggas in Paris, Drunk in Love e Partition[16].
- Nella seconda leg in Nord America Before I Let Go è stata re-introdotta nella scaletta, fatta eccezione per lo show del 4 luglio a Washington, del 13 luglio ad Atlanta e le due date finali del tour a Las Vegas.
- A seguito di un malfunzionamento dei cavi durante la performance di 16 Carriages nello show a Houston del 28 giugno, la canzone è stata eliminata dalla scaletta nelle date del 29 giugno, del 4 luglio e del 7 luglio a Washington[17]
- 16 Carriages è stata re-introdotta nella scaletta dagli show ad Atlanta, sostituendo la macchina volante con un cavallo meccanico d'oro.[18]
- Nel terzo show di Atlanta (13 luglio), Beyoncé si è esibita con Jay-Z nei brani Crazy in Love, Public Service Announcement, Drunk in Love e Partition.
- Nel quarto e ultimo show di Atlanta (14 luglio), Beyoncé si è esibita con Jay-Z nei brani Crazy in Love, I Just Wanna Love U (Give It 2 Me), Drunk in Love e Partition.
- Nell’ultima data del tour a Las Vegas (26 luglio) Beyoncé ha eseguito Sweet Honey Buckiin' in duetto con Shaboozey.
- Nell’ultima data del tour a Las Vegas Beyoncé ha eseguito Lose My Breath, Energy e Bootylicious, con Kelly Rowland e Michelle Williams (sostituendo la sezione ballroom)[19]

## Date
| Data           | Città           | Stato        | Luogo                     | Pubblico                     | Incasso      |
| Nord America   | Nord America    | Nord America | Nord America              | Nord America                 | Nord America |
| -------------- | --------------- | ------------ | ------------------------- | ---------------------------- | ------------ |
| 28 aprile 2025 | Inglewood       | Stati Uniti  | SoFi Stadium              | 217.143 / 217.143            | $55.706.053  |
| 1º maggio 2025 | Inglewood       | Stati Uniti  | SoFi Stadium              | 217.143 / 217.143            | $55.706.053  |
| 4 maggio 2025  | Inglewood       | Stati Uniti  | SoFi Stadium              | 217.143 / 217.143            | $55.706.053  |
| 7 maggio 2025  | Inglewood       | Stati Uniti  | SoFi Stadium              | 217.143 / 217.143            | $55.706.053  |
| 9 maggio 2025  | Inglewood       | Stati Uniti  | SoFi Stadium              | 217.143 / 217.143            | $55.706.053  |
| 15 maggio 2025 | Chicago         | Stati Uniti  | Soldier Field             | 143.256 / 143.256            | $42.526.825  |
| 17 maggio 2025 | Chicago         | Stati Uniti  | Soldier Field             | 143.256 / 143.256            | $42.526.825  |
| 18 maggio 2025 | Chicago         | Stati Uniti  | Soldier Field             | 143.256 / 143.256            | $42.526.825  |
| 22 maggio 2025 | East Rutherford | Stati Uniti  | MetLife Stadium           | 250.085 / 250.085            | $70.284.615  |
| 24 maggio 2025 | East Rutherford | Stati Uniti  | MetLife Stadium           | 250.085 / 250.085            | $70.284.615  |
| 25 maggio 2025 | East Rutherford | Stati Uniti  | MetLife Stadium           | 250.085 / 250.085            | $70.284.615  |
| 28 maggio 2025 | East Rutherford | Stati Uniti  | MetLife Stadium           | 250.085 / 250.085            | $70.284.615  |
| 29 maggio 2025 | East Rutherford | Stati Uniti  | MetLife Stadium           | 250.085 / 250.085            | $70.284.615  |
| Europa         |                 |              |                           |                              |              |
| 5 giugno 2025  | Londra          | Regno Unito  | Tottenham Hotspur Stadium | 275.399 / 275.399            | $61.285.415  |
| 7 giugno 2025  | Londra          | Regno Unito  | Tottenham Hotspur Stadium | 275.399 / 275.399            | $61.285.415  |
| 10 giugno 2025 | Londra          | Regno Unito  | Tottenham Hotspur Stadium | 275.399 / 275.399            | $61.285.415  |
| 12 giugno 2025 | Londra          | Regno Unito  | Tottenham Hotspur Stadium | 275.399 / 275.399            | $61.285.415  |
| 14 giugno 2025 | Londra          | Regno Unito  | Tottenham Hotspur Stadium | 275.399 / 275.399            | $61.285.415  |
| 16 giugno 2025 | Londra          | Regno Unito  | Tottenham Hotspur Stadium | 275.399 / 275.399            | $61.285.415  |
| 19 giugno 2025 | Saint-Denis     | Francia      | Stade de France           | 215.025 / 215.025            | $39.715.117  |
| 21 giugno 2025 | Saint-Denis     | Francia      | Stade de France           | 215.025 / 215.025            | $39.715.117  |
| 22 giugno 2025 | Saint-Denis     | Francia      | Stade de France           | 215.025 / 215.025            | $39.715.117  |
| Nord America   |                 |              |                           |                              |              |
| 28 giugno 2025 | Houston         | Stati Uniti  | NRG Stadium               | 103.353 / 103.353            | $35.492.477  |
| 29 giugno 2025 | Houston         | Stati Uniti  | NRG Stadium               | 103.353 / 103.353            | $35.492.477  |
| 4 luglio 2025  | Landover        | Stati Uniti  | Northwest Stadium         | 93.728 / 93.728              | $27.426.395  |
| 7 luglio 2025  | Landover        | Stati Uniti  | Northwest Stadium         | 93.728 / 93.728              | $27.426.395  |
| 10 luglio 2025 | Atlanta         | Stati Uniti  | Mercedes-Benz Stadium     | 205.909 / 205.909            | $55.424.228  |
| 11 luglio 2025 | Atlanta         | Stati Uniti  | Mercedes-Benz Stadium     | 205.909 / 205.909            | $55.424.228  |
| 13 luglio 2025 | Atlanta         | Stati Uniti  | Mercedes-Benz Stadium     | 205.909 / 205.909            | $55.424.228  |
| 14 luglio 2025 | Atlanta         | Stati Uniti  | Mercedes-Benz Stadium     | 205.909 / 205.909            | $55.424.228  |
| 25 luglio 2025 | Paradise        | Stati Uniti  | Allegiant Stadium         | 92.269 / 92.269              | $19.443.320  |
| 26 luglio 2025 | Paradise        | Stati Uniti  | Allegiant Stadium         | 92.269 / 92.269              | $19.443.320  |
| Totale         | Totale          | Totale       | Totale                    | 1.596.165 / 1.596.165 (100%) | $407.600.112 |